# Nyctemera plagiatum
Nyctemera plagiatum là một loài bướm đêm thuộc phân họ Arctiinae, họ Erebidae.